# Ачо
Ачо, или Обезьянья гора (исп. Hacho) — невысокая гора, возвышающаяся над Сеутой, испанским эксклавом в Северной Африке. Гора, которая в античности именовалась Абила (лат. Abyla columna), располагается на берегу Гибралтарского пролива и по одной из версий вместе с расположенном на европейском берегу мысом Кальпа в Испании (ныне Гибралтар) составляла Геркулесовы столбы. По другой версии пару Гибралтарской скале составляет гора Джебель-Муса на территории Марокко.
Ачо находится на выдающемся в пролив полуострове Альмина, поэтому высота имела стратегическое значение, и форт (исп. Fortaleza de Hacho), построенный на вершине во времена Византии, впоследствии поддерживался и расширялся марокканцами, португальцами и испанцами. В настоящий момент он принадлежит испанским военным. На горе также расположен монастырь Эрмита-де-Сан-Антонио и памятник генералиссимусу Франсиско Франко. На восточном склоне Ачо построен маяк.